# Young Artist Award alla miglior performance in una serie televisiva - Giovane attore non protagonista
Il Young Artist Award alla miglior performance in una serie televisiva - Giovane attore non protagonista (Young Artist Award for Best Performance in a TV Series – Supporting Young Actor) è un premio presentato annualmente dalla Young Artist Association ed assegnato al miglior giovane attore non protagonista che ha recitato in una serie televisiva.
In alcune edizioni questo premio viene assegnato diviso in due categorie: Young Artist Award alla miglior performance in una serie drammatica - Giovane attore non protagonista e Young Artist Award alla miglior performance in una serie commedia - Giovane attore non protagonista.

## Vincitori e candidati
I vincitori sono indicati in grassetto. Per ogni film viene inoltre indicato tra parentesi il titolo originale.

### Anni 2000
- 2000 
  - Ryan Merriman - Jarod il camaleonte (The Pretender)
  - Joseph Ashton - L.A. Doctors
  - Corey Sevier - Little Men
  - Myles Jeffrey - Ultime dal cielo (Early Edition)
  - Trevor Morgan - E.R. - Medici in prima linea (ER)
  - Shane Sweet - Allen Strange (The Journey of Allen Strange)
  - Oren Williams - Chicago Hope
- 2003
  - Steven Anthony Lawrence - Even Stevens
  - Taylor Abrahamse - Doc
  - Justin Berfield - Malcolm (Malcolm in the Middle)
  - Hector Escalante - American Family
  - Mitch Holleman - Reba
  - Aaron Meeks - Soul Food
  - Max Morrow - Detective Monk (Monk)
  - Jake Thomas - Lizzie McGuire
- 2004 
  - Michael Welch - Joan of Arcadia
  - Griffin Frazen - I Finnerty (Grounded for Life)
  - Christopher Gerse - Il tempo della nostra vita (Days of Our Lives)
  - Aaron Meeks - Soul Food
  - Tyler Posey - Doc
  - Jake Thomas - Lizzie McGuire
- 2005
  - Jason Dolley - Selvaggi (Complete Savages)
  - Noel Callahan - Romeo!
  - Oliver Davis - Rodney
  - Evan Ellingson - Selvaggi (Complete Savages)
  - Aubrey Graham - Degrassi: The Next Generation
  - Cody Kasch - Desperate Housewives
  - J. Dhylan Meyer - Everwood
- 2007
  - Alexander Gould - Weeds
  - Daniel Magder - La mia vita con Derek (Life with Derek)
  - Andrew Chalmers - Darcy's Wild Life
  - Daniel Curtis Lee - Ned - Scuola di sopravvivenza (Ned's Declassified School Survival Guide)
  - Paul Butcher - Zoey 101
  - Dean Collins - The War at Home
  - Jesse Plemons - Friday Night Lights
- 2008
  - Slade Pearce - October Road
  - Dean Collins - The War at Home
  - Jason Dolley - Cory alla Casa Bianca (Cory in the House)
  - Alexander Gould - Weeds
  - Mitch Holleman - Reba
  - Mark Indelicato - Ugly Betty
  - Nathan Kress - iCarly
  - Daniel Magder - La mia vita con Derek (Life with Derek)
  - Vincent Martella - Tutti odiano Chris (Everybody Hates Chris)
  - Aidan Mitchell - The Riches
- 2009
  - Larramie "Doc" Shaw - Tyler Perry's House of Payne
  - Moisés Arias - Hannah Montana
  - Skyler Gisondo - The Bill Engvall Show
  - Mark Indelicato - Ugly Betty
  - Ryan Malgarini - Provaci ancora Gary (Gary Unmarried)

### Anni 2010
| Anno                          | Attore                                                                | Serie televisiva |
| ----------------------------- | --------------------------------------------------------------------- | ---------------- |
| 2010 (31ª)                    |                                                                       |                  |
| Ryan Malgarini                | Provaci ancora Gary (Gary Unmarried)                                  |                  |
| Nathan Kress                  | iCarly (iCarly)                                                       |                  |
| Kurt Doss                     | Ruby & The Rockits                                                    |                  |
| Skyler Gisondo                | The Bill Engvall Show                                                 |                  |
| Vinicius Ricci                | 9mm: São Paulo                                                        |                  |
| Trevor Gagnon                 | La complicata vita di Christine (The New Adventures of Old Christine) |                  |
| 2011 (32ª)                    |                                                                       |                  |
| Coy Stewart                   | Are We There Yet?                                                     |                  |
| Braeden Lemasters             | Men of a Certain Age                                                  |                  |
| Graham Phillips               | The Good Wife (The Good Wife)                                         |                  |
| Bradley Steven Perry          | Buona fortuna Charlie (Good Luck Charlie)                             |                  |
| 2012 (33ª)                    |                                                                       |                  |
| Karan Brar (ex aequo)         | Jessie (Jessie)                                                       |                  |
| Maxim Knight (ex aequo)       | Falling Skies (Falling Skies)                                         |                  |
| Max Burkholder                | Parenthood (Parenthood)                                               |                  |
| Jake Johnson                  | Cose da uomini (Man Up!)                                              |                  |
| Austin MacDonald              | Debra!                                                                |                  |
| Bradley Steven Perry          | Buona fortuna Charlie (Good Luck Charlie)                             |                  |
| 2013 (34ª)                    |                                                                       |                  |
| Tyree Brown                   | Parenthood (Parenthood)                                               |                  |
| Karan Brar                    | Jessie (Jessie)                                                       |                  |
| Max Charles                   | Vicini del terzo tipo (The Neighbors)                                 |                  |
| Seth Isaac Johnson            | The Killing (The Killing)                                             |                  |
| Maxim Knight                  | Falling Skies (Falling Skies)                                         |                  |
| Austin MacDonald              | Debra!                                                                |                  |
| Ian Patrick                   | Vicini del terzo tipo (The Neighbors)                                 |                  |
| Isaac Hempstead Wright        | Il Trono di Spade (Game of Thrones)                                   |                  |
| 2014 (35ª)                    |                                                                       |                  |
| Max Burkholder                | Parenthood (Parenthood)                                               |                  |
| Tyree Brown                   | Parenthood (Parenthood)                                               |                  |
| Maxim Knight                  | Falling Skies (Falling Skies)                                         |                  |
| Xolo Maridueña                | Parenthood (Parenthood)                                               |                  |
| McCarrie McCausland           | Army Wives - Conflitti del cuore (Army Wives)                         |                  |
| Nick Purcha                   | Spooksville (Spooksville)                                             |                  |
| Albert Tsai                   | Tre mogli per un papà (Trophy Wife)                                   |                  |
| 2015 (36ª)                    |                                                                       |                  |
| Evan & Ryder Londo (ex aequo) | Sons of Anarchy (Sons of Anarchy)                                     |                  |
| Eric Osborne (ex aequo)       | Degrassi: The Next Generation (Degrassi: The Next Generation)         |                  |
| Miles Brown                   | Black-ish (black•ish)                                                 |                  |
| Pierce Gagnon                 | Extant (Extant)                                                       |                  |
| Keidrich Sellati              | The Americans (The Americans)                                         |                  |
| 2016 (37ª)                    |                                                                       |                  |
| Miles Brown                   | Black-ish (black•ish)                                                 |                  |
| Albert Tsai                   | Dr. Ken                                                               |                  |
| Graham Verchere               | C'era una volta (Once Upon a Time)                                    |                  |
| Ian Chen                      | Fresh Off the Boat (Fresh Off the Boat)                               |                  |
| 2017 (38ª)                    |                                                                       |                  |
| Anthony LaPenna               | Black-ish (black•ish)                                                 |                  |
| Christian Convery             | Supernatural (Supernatural)                                           |                  |
| Matt Raymond                  | Kim's Convenience                                                     |                  |
| 2018 (39ª)                    |                                                                       |                  |
| Brandin Stennis               | The Coroner: I Speak For The Dead                                     |                  |
| Amir O'Neil                   | Marlon (Marlon)                                                       |                  |
| Carter Ryan Evancic           | Quando chiama il cuore (When Calls the Heart)                         |                  |
| Christian Convery             | Legion (Legion)                                                       |                  |
| Mason McNulty                 | Criminal Minds: Beyond Borders (Criminal Minds: Beyond Borders)       |                  |